# Brett Davern
Brett Davern (Edmonds, 16 marzo 1992) è un attore statunitense.

## Biografia
Conosciuto per il ruolo di Jake Rosati nella serie televisiva di MTv Diario di una nerd superstar, è cresciuto a Edmonds, Washington. Brett ha iniziato ad esibirsi nel teatro locale, riuscendo a guadagnare, ai tempi del liceo, una borsa di studio a "Stagedoor Manor Performing Arts Training Center", uno dei più esclusivi campi estivi per le arti dello spettacolo di New York. Questo campo estivo ha avuto come alunni premi Oscar come Natalie Portman e candidati allo stesso premio come Robert Downey Jr. Davern, che ha studiato anche teatro presso l'accademia America Musical and Dramatic, sempre a New York, è apparso nelle serie televisive CSI: Miami e Cold Case - Delitti irrisolti. 

## Filmografia

### Cinema
- Beautiful Ohio, regia di Chad Lowe (2006)
- Player 5150, regia di David Michael O'Neill (2008)
- Case 219, regia di James Bruce (2010)
- Triple Dog, regia di Pascal Franchot (2010)
- Junk, regia di Kevin Hamedani (2011)
- The Pool Boys, regia di J.B. Rogers (2011)
- The Uninvited: A Red River Rivalry Nightmare, regia di Christopher Farah (2012)
- Comic Movie (Movie 43), registi vari (2013)
- Born to Race: Fast Track, regia di Alex Ranarivelo (2013)
- Love & Mercy, regia di Bill Pohlad (2014)
- Effetto Lucifero (The Stanford Prison Experiment), regia di Kyle Patrick Alvarez (2015)
- The Cullng, regia di Rustam Branaman (2015)

### Televisione
- CSI: Miami - serie TV, 1 episodio (2008)
- In Plain Sight - Protezione testimoni (In Plain Sight) - serie TV, 1 episodio (2009)
- Cold Case - Delitti irrisolti (Cold Case) - serie TV, 2 episodi (2009-2010)
- The Deep End - serie TV, 1 episodio (2010)
- Medium - serie TV, 1 episodio (2010)
- Il risolutore (The Finder) - serie TV, 1 episodio (2012)
- NCIS - Unità anticrimine (NCIS) - serie TV, 1 episodio (2012)
- Chosen - serie TV, 3 episodi (2013)
- Awkward. Webisodes - miniserie TV, 4 puntate (2014)
- Shameless - serie TV, 1 episodio (2016)
- Relationship Status - serie TV, 1 episodio (2016)
- Diario di una nerd superstar (Awkward.) – serie TV, 89 episodi (2011-2016)

## Doppiatori italiani
Nelle versioni in italiano delle opere in cui ha recitato, Brett Davern è stato doppiato da:
- Daniele Giuliani in Diario di una nerd superstar, Major Crimes
- Fabrizio De Flaviis in Cold Case - Delitti irrisolti
- David Chevalier ne Il risolutore
- Daniele Raffaeli in NCIS - Unità anticrimine
- Flavio Aquilone in Love & Mercy
- Stefano Macchi in NCIS: Los Angeles